# Цветы Франции
«Цветы Франции» (таит. Te Tiare Farani, фр. Le bouquet de fleurs) — картина французского художника Поля Гогена из собрания Государственного музея изобразительных искусств имени А. С. Пушкина, одна из первых в его Таитянском цикле.
На переднем плане картины изображён стол, на котором стоит голубая ваза с пышным букетом цветов; на столе лежит географическая карта, на которой угадываются очертания Южной Америки. Слева у стола сидит молодой мужчина-таитянин в белой рубашке и голубых штанах, на его голове соломенная шляпа. За ним в окно в сторону мужчины смотрит девушка в тёмном платье. Справа фоном служит жёлтая стена. Слева внизу подпись художника и дата: P Gauguin 92. На столешнице правее центра название картины на таитянском языке: TE TIARE FARANI.
Картина написана в 1891 году сразу после приезда Гогена на Таити, автор-составитель каталога-резоне творчества Гогена Ж. Вильденштейн считает её одной из первых, выполненных на Таити; это вторая картина Гогена, после «Женщины с цветком», которой художник дал название на таитянском языке.
В 1893 году картина была отправлена в Париж и была впервые показана публике в галерее П. Дюран-Рюэля, тогда же она получила название «Букет». 18 февраля 1895 года картина была выставлена на распродаже картин и рисунков Гогена в парижском аукционном доме «Отель Друо», деньги с которой шли на финансирование новой поездки Гогена на Таити; на этой распродаже она не нашла своего покупателя и формально была выкуплена Гогеном за 340 франков. Затем она оказалась в галерее А. Воллара, который её выставил на Осеннем салоне 1906 года. В 1908 году картину за 8000 франков приобрёл московский промышленник и коллекционер И. А. Морозов. Воллар, при покупке картины Морозовым, утверждал что картину сначала предполагал купить Х. фон Чуди для Берлинской национальной галереи и сделка не состоялась лишь из-за отставки самого Чуди.
После Октябрьской революции собрание Морозова было национализировано, и с 1923 года картина находилась в Государственном музее нового западного искусства. В 1948 году, после упразднения ГМНЗИ, картина была передана в Государственный музей изобразительных искусств имени А. С. Пушкина (в каталоге Вильденштейна ошибочно указывается, что картина находится в Эрмитаже). Картина выставляется в бывшем флигеле усадьбы Голицыных на Волхонке, в Галерее искусства стран Европы и Америки XIX—XX веков, зал 17 (зал Гогена).
По утверждению М. А. Бессоновой и Е. Б. Георгиевской «Цветы Франции» имеют прямую связь с картиной Э. Мане «Завтрак в мастерской» (Новая пинакотека, Мюнхен) — особенно заметно влияние Мане в фигуре юноши в соломенной шляпе. Также они обращают внимание что в букете «чувствуются уроки Сезанна». Они же отмечают, что в записных книжках Гогена встречается очень близкий набросок молодого таитянина в шляпе, а точно такое же лицо есть на другом его наброске.
Старший научный сотрудник отдела искусства стран Европы и Америки XIX—XX веков Пушкинского музея А. В. Петухов, анализируя картину, писал:

Картина <…> выступает своего рода прощанием художника с Францией и закрепляет его переход в иной творческий статус. <…> Мотив цветов важен для мастера: яркие соцветия служат и красочным пятном, соперничающим с колористической насыщенностью таитянской природы, и символом покинутой страны.